# چارداک (کاهتا)
چارداک {{ترکی|Çardak) 
(به زازاکی: Bıriman) یک منطقهٔ مسکونی در ترکیه است که در کاهتا واقع شده‌است.